# United (film, 2011)
A United 2011-ben bemutatott brit filmdráma, amelyet Chris Chibnall forgatókönyvéből James Strong rendezett. A Manchester United történetének legnagyobb tragédiáját, a Busby Bébik történetét és a müncheni légikatasztrófa utóhatásait dolgozza fel, 1956 augusztus és 1958 májusa között zajló események alapján, főként Jimmy Murphy és Bobby Charlton személyes tapasztalataira támaszkodva. 
Nagyrészt Anglia északkeleti részén forgatták, a filmet először 2011. április 24-én vetítette a BBC Two és a BBC HD, de a de a Content Media Corp más országokban is forgalmazta. A filmet a televíziós kritikusok összességében pozitívan fogadták.

## Cselekmény
A dráma elsősorban a Jimmy Murphy menedzser asszisztens és a fiatal Bobby Charlton közötti kapcsolatra összpontosít. A film 1956 őszén kezdődik, amikor Murphy megadja Charltonnak az esélyt, hogy bemutatkozhasson a Manchester United felnőtt csapatában. Figyelemmel követi a Busby Bébiknek nevezett, mára legendássá vált csapat létrejöttét, több akkori játékos, így Mark Jones, Duncan Edwards és Eddie Colman karakterét is középpontba helyezve. 
Matt Busby meggyőzi a Liga akkori főtitkárát, Alan Hardakert, hogy engedélyezze a csapat számára az európai kupában való részvételt, azzal a feltétellel, hogy minden tervezett bajnoki mérkőzésre időben hazaérkeznek a külföldi mérkőzésekről. A United első alkalommal indulhatott a legrangosabb kupában, első angol csapatként az 1956-57-es idényben szerzett bajnoki cím megszerzését követően. 
A csapat mind a hazai, mind pedig a nemzetközi porondon is sikert sikerre halmoz, de 1958. február 6-án, Belgrádból hazafelé tartva repülőgépük lezuhan, amikor megpróbált felszállni a Münchenben történő tankolás után, és hét játékos (köztük Mark Jones és Eddie Colman) meghal. Harry Gregg a túlélők megmentésében játszik fontos szerepet a repülőgép roncsai közt, míg Bobby Charlton kisebb sérüléseket szenved, de Duncan Edwards és Matt Busby súlyosan megsérülnek.
Egy hét múlva Charlton hazamehet a kórházból, de Edwards és Busby továbbra is válságos állapotban van. Jimmy Murphy, aki nem tartózkodott a gépen a katasztrófa idején, de amint lehetősége van rá, meglátogatja a sérülteket és ő kíséri haza Charltont. 
Két héttel a baleset után Duncan Edwards meghal a kórházban, Charlton pedig barátja elvesztése után fel akar hagyni a profi futballal. Murphy végül meggyőzi a folytatásról, majd a reménytelennek tetsző helyzet ellenére is elvállalja a csapat irányítását és felkészítését Busby visszatéréséig. 

## Szereposztás
| Szerep         | Színész             |
| -------------- | ------------------- |
| Jimmy Murphy   | David Tennant       |
| Matt Busby     | Dougray Scott       |
| Bobby Charlton | Jack O’Connell      |
| Duncan Edwards | Sam Claflin         |
| Alan Hardaker  | Neil Dudgeon        |
| Harold Hardman | David Calder        |
| Eddie Colman   | Philip Hill-Pearson |
| Mark Jones     | Thomas Howes        |
| David Pegg     | Brogan West         |
| Harry Gregg    | Ben Peel            |